# Jelení vrch (přírodní rezervace)
Jelení vrch je přírodní rezervace poblíž obce Habartice jihovýchodně od města Klatovy v okrese Klatovy. Oblast spravuje Agentura ochrany přírody a krajiny ČR. Důvodem ochrany je zachování přirozeného zbytku smíšeného listnatého lesa s lípou, typického pro původní lesní porosty v Pošumaví.